# Vagonetto Decauville

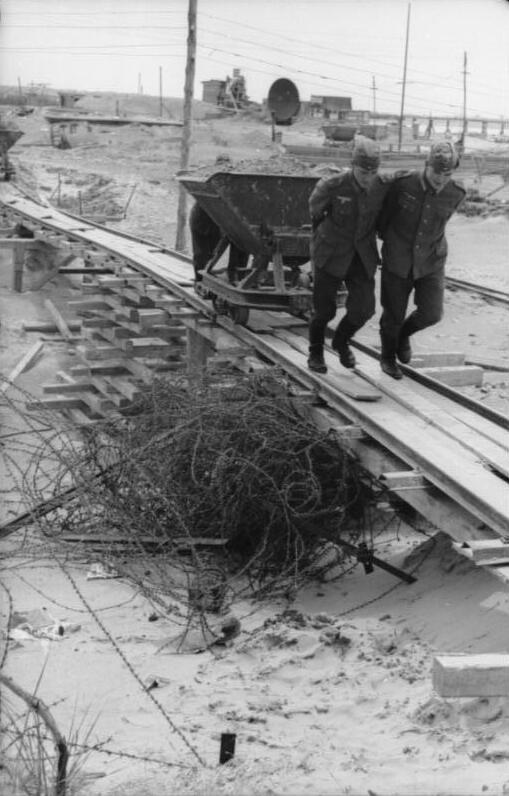
Costruzione delle fortificazioni del Vallo Atlantico negli anni Quaranta

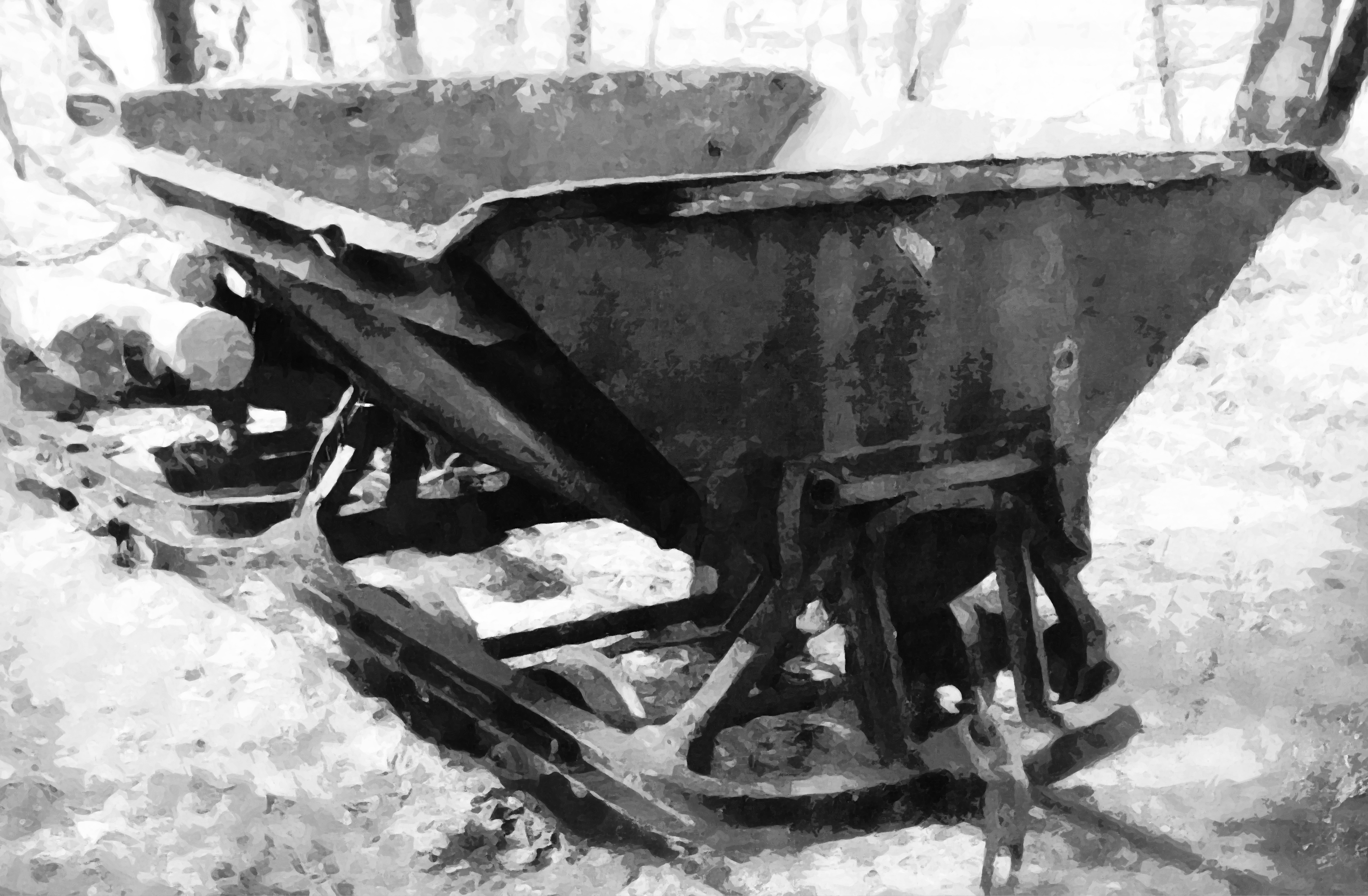
Un vagonetto Decauville utilizzato dall'ex Chemin de fer de la forêt de Soignes

Un vagonetto Decauville è un veicolo per il trasporto merci su rotaia, di solito su binario con scartamento di 0,6 m. 
Di norma è costituito da un telaio standard di forma rettangolare sul quale sono fissati senza sospensioni elastiche due assi. Su di esso viene montato un cassone o altra attrezzatura a seconda della merce da trasportare. 
Il tipo più comune è dotato di un cassone ribaltabile con sezione a V ed è usato per il trasporto di merce sfusa come ad esempio sabbia, carbone e minerali. 
Altri tipi comuni di vagonetti Decauville sono quelli per il trasporto di tronchi, in questo caso due vagonetti, uno per ogni estremità dei tronchi e senza essere agganciati tra di loro, portano i tronchi fissati su forcelle che possono ruotare su un asse verticale. Altri tipi sono i vagonetti a cassa reticolata per la torba e per la canna da zucchero o i vagonetti con cisterna per il carburante, i vagonetti per laterizi, che possono entrare direttamente nei forni di cottura, i vagonetti per persone, i vagonetti di servizio per il trasporto e la posa dei binari prefabbricati. Durante la Prima Guerra Mondiale, erano usati anche nelle ferrovie da trincea.
Possono essere dotati o no di freni o di ganci di traino, esistono esempi di vagoni automotori elettrici o con motore a combustione. Attualmente il vagonetto Decauville si è evoluto fino a diventare un veicolo, anche a carrelli, con freno continuo, sistema di aggancio automatico e con dispositivi per lo scarico automatico della merce trasportata.
Esistono anche vagoni a scartamento normale agganciati ai normali tram ad esempio per il trasporto di sabbia per prevenire il ghiaccio sul percorso o di materiali necessari alla manutenzione delle linee.